# مصطفی‌خان‌لی
مصطفی‌خان‌لی (به لاتین: Mustafaxanlı)  یک منطقه مسکونی در جمهوری آذربایجان است که در شهرستان شابران واقع شده است.